# Зейна Шабан
Зейна Шабан (араб. زينة شعبان рід. 12 травня 1988, Амман, Йорданія) — йорданська спортсменка, гравець у настільний теніс, учасниця двох літніх Олімпійських ігор і член йорданської королівської родини.

## Спортивна кар'єра
У 5 років Шабан почала займатися гімнастикою, в 7 років захопилася настільним тенісом, у який періодично грала зі своїм батьком. В 11 років Шабан постала перед вибором виду спорту, на якому вона могла б сконцентрувати свою увагу. У підсумку вона зупинилася на настільному тенісі. Багато в чому посприяла цьому поїздка всієї родини в 1996 році в Атланту на літні Олімпійські ігри 1996 року. У США їй вдалося познайомитися з відомою китайською тенісисткою Ден Япін. Після повернення зі США для маленької Зейни найняли тренера, який став займатися з нею настільним тенісом. З юного віку Шабан почала виступати на дитячих міжнародних турнірах. У 2003 році йорданська спортсменка стала другою на арабському кубку, що гарантувало їй місце на літніх Олімпійських іграх 2004 року.
На Іграх в Афінах Шабан стартувала з першого раунду. Першою суперницею для Зейни стала тенісистка з Гондурасу Ізвзва Медіна. Матч тривав усі 7 можливих раундів та завершився перемогою Шабан. У другому раунді їй протистояла румунка Адріана Замфір. Шабан змогла нав'язати боротьбу у першій партії й навіть виграла її 11:8, але наступні чотири партії залишилися за румункою, яка і пройшла далі. Після Ігор король Йорданії Абдалла II нагородив Шабан медаллю короля Хуссейна. 2005 року Зейна стала переможницею арабського кубка як в одиночному, так і в парному розряді.
На літніх Олімпійських іграх 2008 року в Пекіні Шабан довірили право нести прапор Йорданії на церемонії відкриття. В олімпійському турнірі йорданська тенісистка знову стартувала з першого раунду. Суперницею Зейни була словацька спортсменка Дана Хадакова. Боротьби в матчі не вийшло і Шабан у 4 партіях поступилася Хадаковій та вибула з подальшої боротьби.

## Досягнення
- Спортсменка року в Йорданії: 2003

## Особисте життя
Шабан закінчила факультет менеджменту за спеціальністю «економіка» в Королевском университете Холлоуэя в Лондоне.
22 липня 2011 року вийшла заміж за принца Рашида ібн Хасана, який є двоюрідним братом короля Йорданії Абдалли II. Після заміжжя вона народила двох синів, принца Хасана і принца Талала.